# Fujitsu FM 77 AV SX
Fujitsu FM 77 AV SX (FM 77 AV SX) је професионални рачунар, производ фирме Фуџицу (Fujitsu) који је почео да се израђује у Јапану током nown. године.
Користио је 68B09E као централни микропроцесор а RAM меморија рачунара FM 77 AV SX је имала капацитет од 192 KB , највише 448 KB (40SX). 
Као оперативни систем кориштен је F-BASIC (Microsoft Basic) V3.4L21.

## Детаљни подаци
Детаљнији подаци о рачунару FM 77 AV SX су дати у табели испод.
|                       |                                                                       |
| [ 1 ]                 |                                                                       |
| Произвођач            | Фуџицу                                                                |
| Тип                   | професионални рачунар                                                 |
| Меморија              | 192 KB, највише 448 (40SX)                                            |
| Поријекло             | Јапан                                                                 |
| Година                |                                                                       |
| Тастатура             | Тастатура са пуним помаком тастера, JIS тип, са нумеричком тастатуром |
| Процесор              |                                                                       |
| Фреквенција процесора | 2                                                                     |
| RAM                   | 192 , највише 448 (40SX)                                              |
| ROM                   | непознато                                                             |
| Текст                 | 40 или 80 стубова x 25, 40 или 50 линија                              |
| Графика               | 640 x 400, 8 боја x 2 странице и 640 x 200, 8 боја x 4 странице       |
| Боја                  | 4096                                                                  |
| Звук                  | FM Programmable Sound Generator                                       |
| Димензије             | 380x357x110                                                           |
| Портови               |                                                                       |
| Оперативни систем     |                                                                       |